# Dmytro Ianchuk
Dmytro Mykolayevych Ianchuk (Khmelnytskyi, 14 de novembro de 1992) é um canoísta de velocidade ucraniano, medalhista olímpico.

## Carreira
Dmytro Ianchuk representou seu país na Rio 2016 ganhou a medalha de bronze no prova do C2-1000m, ao lado de Taras Mishchuk.